# Mono Band
Mono Band – założony 9 października 2004 roku przez gitarzystę grupy The Cranberries, Noela Hogana projekt muzyczny. Projekt działał w latach 2004–2007 i tworzył muzykę electronica.

## Skład
- Noel Hogan - gitara, programowanie, chórki

## Współpraca
- Richard Walters
- Soname Yangchen
- Marius de Vries
- Alexandra Hamnede
- Kate Havnevik
- Nicolas Leroux
- Fin Chambers
- Angie Hart
- Mike Hogan
- Fergal Lawler

## Dyskografia
Albumy
- Mono Band

EP-ki
- Mono Band EP
- Remixes (EP Mono Band)

Single
- "Waves"
- "Run Wild"